# 王懐慶
王 懐慶（おう かいけい）は清末民初の軍人。清朝では北洋系、中華民国では北京政府、直隷派に属した。字は懋宣または懋軒。

## 事績

### 袁世凱配下としての台頭
最初は牧童であったが、後に天津武備学堂第2期を卒業する。1892年（光緒22年）より聶士成の下に配属され、哨官となった。1900年（光緒26年）7月、義和団の乱で聶が戦死した際に、王懐慶は危険を冒して聶の遺体を回収し、霊柩に納めて聶の故郷である安徽省に送り届けた。この行動を袁世凱に評価され、その部下として登用されている。
1905年（光緒31年）、北洋常備軍騎兵第2協協統となる。1907年（光緒33年）、東三省督署軍務処会弁兼奉天中路統領に任命された。1909年（宣統元年）には、淮軍統領となり、さらに通永鎮総兵に異動した。1911年（宣統3年）、新軍第20鎮の王金銘・施従雲らが灤州起義を起こすと、王懐慶はこれに参加しながらも中途で清軍に寝返っている。
1912年（民国元年）1月、王懐慶は灤州都督に推挙された。同年3月には、天津鎮総兵兼密雲鎮守使、6月には薊渝鎮守使、多倫鎮守使をつとめた。1914年（民国3年）9月、冀南鎮守使となる。1915年（民国4年）5月、管外火器営事務と清理京城官戸処督弁も兼任した。同年12月、皇帝に即位した袁世凱から二等男に封じられている。

### 直隷派の一員として
袁世凱死後の1916年（民国5年）6月、大名鎮守使に異動し、以後は直隷派の一員となる。1918年（民国7年）2月、幇弁直隷軍務に、翌年5月、歩兵統領兼陸軍第13師師長に任命される。1920年（民国9年）7月の安直戦争では、京畿衛戍司令をつとめ、1922年（民国11年）4月の第1次奉直戦争でも奉天派の背後を脅かして直隷派の勝利に貢献した。これにより同年5月、熱河都統に任命されたが、王は引き続き京畿衛戍司令をつとめる（そのため、同省幇弁の米振標が都統を代理した）。
1924年（民国13年）の第2次奉直戦争では、王懐慶は討逆軍第2軍総司令や西北辺防督弁を呉佩孚から委ねられた。しかし、王は奉天派の軍に敗北し、下野に追い込まれた。1926年（民国15年）4月、呉が復権して奉天派の張作霖と合作したため、王も北京警衛司令（衛戍司令の改組）に返り咲いた。しかし、やはり奉天派から圧迫され、同年11月に辞任に追い込まれた。
以後、軍政から引退した王懐慶は、天津に寓居する。日中戦争（抗日戦争）時に日本軍が華北を支配した際には、王は京漢路治安軍総司令に任命された。しかし王は、実際にはこの任命に応じていない。1953年、天津で病没。享年78。

## 注
1. ↑  徐主編（2007）、190頁による。来ほか（2000）、1100頁とWho's Who in China 3rd ed., 1925, p.807.は1866年生まれとしている。
2. 1 2 3 4 5 6  徐主編（2007）、190頁。
3. 1 2 3 4  来ほか（2000）、1100頁。
4. 1 2 3 4 5  外務省情報部編（1928）、395頁。
5. ↑  徐主編（2007）、190頁による。来ほか（2000）、1100頁や外務省情報部編（1928）、395頁によれば、王はいったん引退した、としている。
6. ↑  徐主編（2007）、190頁、407頁。
7. ↑  来ほか（2000）、1100-1101頁。
8. ↑  徐主編（2007）、190頁。劉ほか（1995）、69頁は、9月辞任とする。
9. ↑  来ほか（2000）、1101頁。